# Lothar Kuld
Lothar Kuld (* 3. Februar 1950) ist ein deutscher Theologe und seit 2004 Professor an der Pädagogischen Hochschule Weingarten in Weingarten.

## Leben
Nach dem Studium der katholischen Theologie und der Germanistik an der Universität Freiburg i. Br. von 1968 bis 1974 trat er nach einem Referendariat in Stuttgart 1974/1975 am Neuen Gymnasium in Stuttgart-Feuerbach 1975 in den Schuldienst in Ellwangen/Jagst ein. Später wechselte er ans Wagenburg-Gymnasium in Stuttgart.
Von 1981 bis 1992 war Kuld Studienrat a.e.H. im Fach Katholische Theologie / Religionspädagogik an der Pädagogischen Hochschule Ludwigsburg. Er promovierte 1988 zum Dr. theol. an der Albert-Ludwigs-Universität Freiburg in Freiburg im Breisgau über John Henry Kardinal Newman. Nach seiner Habilitation 1995 für die Fachgebiete Religionspädagogik und Katechetik an der Theologischen Fakultät der Albert-Ludwigs-Universität Freiburg arbeitete er von 1992 bis 1996 als Professor für Katholische Theologie/Religionspädagogik an der Pädagogischen Hochschule Weingarten. 1996–2003 war Kuld Professor für Katholische Theologie/Religionspädagogik an der Pädagogischen Hochschule Karlsruhe, wo er den Fachbereich Katholische Religionspädagogik leitete.
Dort beschäftigte er sich mit dem Compassion-Projekt. Dabei wurde eine Vorgehensweise, wie er Schüler in einem Projekt bei sozialer Tätigkeit im Krankenhaus begleitete, ausgearbeitet. Dieses Modell wurde später an vielen katholischen Schulen in Deutschland und Österreich eingeführt und erfreute sich 1999 eines Interesses bei den Medien. Seit dem Wintersemester 2003/2004 ist Kuld Professor für Katholische Theologie/Religionspädagogik an der Pädagogischen Hochschule in Weingarten. Er wohnt in Ravensburg. Zuletzt als Dekan der Fakultät I wurde er am 23. Juli 2015 in den Ruhestand verabschiedet.